# 30 juillet en sport
30 juin 30 août
Chronologies thématiques
- Croisades
- Ferroviaires
- Disney

Le 30 juillet (211e jour de l'année ou 212e en cas d'année bissextile) en sport.

## Événements

### XIXesiècle
- 1884 : 
  - (Boxe) : premier championnat du monde de boxe suivant les règles du Marquis de Queensberry. L’irlandais Jack (Nonpareil) Dempsey bat l’américain Georges Fulljames en poids moyens[1].

### XXesièclede1901à1950
- 1905 : 
  - (Cyclisme sur route) : Louis Trousselier remporte le Tour de France, en ayant gagné cinq des onze étapes.
- 1930 : 
  - (Football) : l'Uruguay remporte la finale de la Coupe du monde de football sur le score de 4 buts à 2 face à l'Argentine.
- 1948 : 
  - (Athlétisme) : lors des premières épreuves de qualification du 100 mètres des Jeux de Londres, introduction d'une importante innovation technique dans les courses de sprint, le starting-block, dispositif destiné à faciliter le départ dans les épreuves d’athlétisme sur piste.

### XXesièclede1951à2000
- 1966
  - (Football) :  finale de la Coupe du monde. l'Angleterre remporte sa première coupe du monde de son histoire .
- 1972 : 
  - (Formule 1) : Grand Prix automobile d'Allemagne.
- 1978 : 
  - (Formule 1) : Grand Prix automobile d'Allemagne.
- 1980 : 
  - (Athlétisme) : Władysław Kozakiewicz porte le record du monde du saut à la perche à 5,78 mètres.
- 1989 : 
  - (Formule 1) : Grand Prix automobile d'Allemagne.
- 1995 : 
  - (Formule 1) : Grand Prix automobile d'Allemagne.

### XXIesiècle
- 2002 :
  - (Natation) : à Manchester, lors de la finale des jeux du Commonwealth, le nageur australien Ian Thorpe bat son propre record du monde du 400 m nage libre et le porte à 3 min 40 s 8/1000.
  - (Natation) : à Berlin, lors de la finale des Championnats d'Europe, le nageur allemand Stev Theloke bat le record d'Europe du 100 m dos et le porte à 54 s 42/1000.
  - (Natation) : à Berlin, lors de la finale des Championnats d'Europe, le nageur finlandais Jere Hård bat le record d'Europe du 50 m papillon et le porte à 23 s 50/1000.
- 2006 : 
  - (Formule 1) : Grand Prix automobile d'Allemagne.
- 2012 : 
  - (JO) : 6e jour de compétition aux Jeux olympiques de Londres.
- 2015 :
  - (Natation /Championnats du monde) : dans l'épreuve féminine du plongeon à 10 m, victoire de la Nord-Coréenne Kim Kuk-hyang. En natation synchronisée, dans l'épreuve du duo libre, victoire des Russes Natalia Ishchenko et Svetlana Romashina et dans le duo mixte libre, victoire des Russes Aleksandr Maltsev et Darina Valitova puis en natation en eau libre par équipes, victoire des Allemands : Rob Muffels, Christian Reichert et Isabelle Härle.
- 2016 : 
  - (Cyclisme sur route /Classique) : le Néerlandais Bauke Mollema remporte la Clasica San Sebastian. Il s'impose devant le Français Tony Gallopin et l'Espagnol Alejandro Valverde[2].
- 2017 :
  - (Compétition automobile /Formule 1) : au Grand Prix automobile de Hongrie, disputé sur le Hungaroring à Budapest, victoire de l'Allemand Sebastian Vettel qui devance les Finlandais Kimi Räikkönen et Valtteri Bottas et conforte son avance au classement général.
  - (Football /Euro féminin) : sur les quarts de finale, l'Allemagne s'incline face au Danemark 2-1, l'Espagne se qualifie aux tirs au but 5-3 après un score nul 0-0 face à l'Autriche et l'Angleterre bat la France 1 à 0 au Championnat d'Europe de football féminin.
  - (Natation /Mondiaux) : sur la dernière journée des Championnats du monde de natation, au plongeon de haut-vol masculin, victoire de l'Américain Steven LoBue. Sur les épreuves de natation, en finale du 50m nage libre féminine, victoire de la Suédoise Sarah Sjöström, sur le 50m brasse féminine, victoire de l'Américaine Lilly King, sur le 400m quatre nages féminin, victoire de la Hongroise Katinka Hosszú, sur le relais 4×100m quatre nages féminin, victoire des Américaines Kathleen Baker, Lilly King, Kelsi Worrell et Simone Manuel, sur le 50m dos masculin, victoire du Français Camille Lacourt, sur le 400m quatre nages masculin, victoire de l'Américain Chase Kalisz, sur le 1500m nage libre masculin, victoire de l'Italien Gregorio Paltrinieri  puis sur le 4×100m quatre nages masculin, victoire des Américains Matt Grevers, Kevin Cordes, Caeleb Dressel et Nathan Adrian.
- 2021 :
  - (Jeux olympiques d'été /JO de Tokyo) : 10e jour de compétition des Jeux olympiques.
- 2023 :
  - (Cyclisme sur route /Tour de France Femmes) : sur la 8e et dernière étape du Tour de France qui se déroule autour de Pau sous la forme d'un contre-la-montre, sur une distance de 22,6 kilomètres[3], c'est la Suisse Marlen Reusser qui remporte l'étape et la Néerlandaise Demi Vollering est sacrée.
  - (Golf /Tournois majeurs de la LPGA) : la Française Céline Boutier remporte le tournoi majeur The Evian Championship[4].
- 2024 :
  - (Jeux olympiques d'été /JO de Paris) : 6e jour de compétitions des Jeux olympiques.
- 2025 :
  - (Natation /Mondiaux) : lors de la 4e journée des championnats du monde de natation à Singapour, en demi-finale du 200 m quatre nages, Léon Marchand explose le record du monde en réalisant un temps magistral d’1'52"69, battant largement le précédent qui était d’1'54"00. Grandiose ![5].

## Naissances

### XIXesiècle
- 1869 : 
  - Quincy Shaw, joueur de tennis américain. († 8 mai 1960).
- 1874 : 
  - Billy Meredith, footballeur gallois. (48 sélections en équipe nationale). († 19 avril 1958).
- 1885 : 
  - Russell Van Horn, boxeur américain. Médaillé de bronze des -61,2 kg aux Jeux de Saint-Louis 1904. († 11 mars 1970).
- 1890 : 
  - Casey Stengel, joueur et dirigeant de baseball américain. († 29 septembre 1975).

### XXesièclede1901à1950
- 1901 : 
  - Alfred Lépine, hockeyeur sur glace puis entraîneur canadien. († 2 août 1955).
- 1903 : 
  - Harold Ballard, dirigeant sportif de hockey sur glace canadien. († 11 avril 1990).
- 1906 : 
  - Alexis Thépot, footballeur français. (31 sélections en équipe de France). († 21 février 1989).
- 1914 : 
  - Michael Morris, journaliste puis dirigeant sportif irlandais. Membre puis président du CIO de 1972 à 1980. († 25 avril 1999).
- 1915 : 
  - Aldo Bini, cycliste sur route italien. Vainqueur des Tours de Lombardie 1937 et 1942. († 16 juin 1993).
- 1918 : 
  - Henri Chammartin, dresseur suisse. Médaillé d'argent par équipes aux Jeux d’Helsinki 1952, médaillé de bronze par équipes aux Jeux de Melbourne 1956 puis champion olympique en individuel et médaillé d'argent par équipes aux Jeux de Tokyo 1964 et médaillé de bronze par équipe aux Jeux de Mexico 1968. († 30 mai 2011).
- 1921 : 
  - Lucien Hérouard, footballeur français. († 2 janvier 2004).
- 1925 : 
  - Paul Genève, athlète de fond français. († 3 décembre 2017).
  - Jacques Grimonpon, footballeur français. († 23 janvier 2013).
- 1928 : 
  - Joe Nuxhall, joueur de baseball américain. († 15 novembre 2007).
- 1932 : 
  - Henri Biancheri, footballeur puis directeur sportif français. (2 sélections en équipe de France). († 1er décembre 2019).
- 1934 : 
  - Bud Selig, dirigeant de baseball et Commissaire du baseball américain.
  - Abdoulaye Seye, athlète de sprint français puis sénégalais. Médaillé de bronze du 200m aux Jeux de Rome 1960. († 13 octobre 2011).
- 1944 : 
  - Pat Kelly, joueur de baseball américain. († 2 octobre 2005).
- 1948 : 
  - Billy Paultz, basketteur américain.

### XXesièclede1951à2000
- 1956 : 
  - Réal Cloutier, hockeyeur sur glace canadien.
- 1957 :
  - Bill Cartwright, basketteur américain.
  - Clint Hurdle, joueur de baseball américain.
  - Nery Pumpido, footballeur puis entraîneur argentin. Champion du monde de football 1986. Vainqueur de la Copa Libertadores 1986. (36 sélections en équipe nationale).
- 1959 : 
  - Marc Cécillon, joueur de rugby à XV français. (47 sélections en équipe de France).
- 1963 : 
  - Chris Mullin, basketteur américain. Champion olympique aux Jeux de Los Angeles 1984 et aux Jeux de Barcelone 1992. (22 sélections en équipe nationale).
- 1964 : 
  - Jürgen Klinsmann, footballeur puis entraîneur allemand. Champion du monde de football 1990 et champion d'Europe de football 1992. Vainqueur de la Coupe UEFA 1991 et de la Coupe UEFA 1996. (108 sélections en équipe nationale). Sélectionneur de l'équipe d'Allemagne de 2004 à 2006 puis de l'équipe des États-Unis depuis 2011.
- 1968 : 
  - Steve Rogers, basketteur puis entraîneur américain.
- 1970 : 
  - Patrice Carteron, footballeur puis entraîneur français. Sélectionneur de l'équipe du Mali en 2012.
- 1972 : 
  - Éric Bartecheky, entraîneur de basket-ball français.
- 1973 :
  - Andrea Gaudenzi, joueur de tennis italien.
  - Markus Naslund, hockeyeur sur glace suédois.
- 1974 :
  - Ruben Faria, pilote de rallye-raid moto portugais.
  - Jason Robinson, joueur de rugby à XIII et de rugby à XV puis entraîneur anglais. Champion du monde de rugby 2003. Vainqueur du Tournoi des Six Nations 2001 et du Grand Chelem 2003, des Challenge européen 2002 et 2005. (51 sélections avec l'Équipe d'Angleterre de rugby à XV et 6 avec l'Équipe d'Angleterre de rugby à XIII).
- 1976 : 
  - Julio César González, boxeur mexicain. († 10 mars 2012).
- 1977 :
  - Sébastien Col, navigateur français.
  - Jürgen Patocka, footballeur autrichien. (5 sélections en équipe nationale).
- 1978 : 
  - Adrien Hardy, rameur français. Champion olympique en deux de couple aux Jeux d'Athènes 2004. Champion du monde d'aviron en deux de couple 2003 et 2006. Champion d'Europe d'aviron en huit 2008.
- 1979 : 
  - Carlos Arroyo, basketteur portoricain.
- 1980 :
  - Bienvenu Kindoki, basketteur puis entraîneur français.
  - Guillaume Moullec, footballeur puis entraîneur français.
  - Justin Rose, golfeur britannique. Champion olympique aux Jeux de Rio 2016. Vainqueur de l'US Open 2013 puis des Ryder Cup 2012, 2014 et 2018.
- 1981 :
  - Nicky Hayden, pilote de vitesse moto américain. Champion du monde de vitesse moto GP 2006. (4 victoires en Grand Prix). († 22 mai 2017).
  - Daria Korczyńska, athlète de sprint polonaise.
  - Maureen Nisima, épéiste française. Médaillée de bronze en individuelle et par équipes aux Jeux d'Athènes 2004. Médaillée d'argent en individuelle aux Mondiaux d'escrime 2003, championne du monde à l'épée par équipes 2005, 2007 et 2008, médaillée d'argent par équipes aux Mondiaux d'escrime 2006 puis championne du monde à l'épée en individuelle 2010. Championne d'Europe d'escrime en individuelle 2002 puis médaillée de bronze par équipes aux Euros d'escrime 2007, 2010 et 2011.
  - Vicente Reynés, cycliste sur route espagnol.
- 1982 : 
  - James Anderson, joueur de cricket anglais. (148 sélections en test cricket).
- 1983 :
  - Mariano Andújar, footballeur argentin. Vainqueur de la Copa Libertadores 2009. (11 sélections en équipe nationale).
  - Vadim Cobîlaș, joueur de rugby à XV moldave. (45 sélections en équipe nationale).
  - Timour Dibirov, handballeur russe. Vainqueur de la Coupe d'Europe des vainqueurs de coupe de handball masculin 2006 puis des Ligue des champions masculine 2017 et 2019. (175 sélections en équipe nationale).
- 1985 :
  - Dylan Axelrod, joueur de baseball américain.
  - Zoé Chalumeau, basketteuse française.
- 1986 : 
  - Nicolas Taccoen, basketteur français.
- 1988 :
  - Marco Holzer, pilote de courses automobile allemand.
  - Andreas Stjernen, sauteur à ski norvégien. Champion olympique par équipes aux Jeux de Pyeongchang 2018. Champion du monde de vol à ski par équipes 2018.
- 1989 : 
  - Luke Sikma, basketteur américain.
- 1992 : 
  - Kevin Volland, footballeur allemand. (15 sélections en équipe nationale).
- 1993 : 
  - André Gomes, footballeur portugais. Champion d'Europe de football 2016. (29 sélections en équipe nationale).
- 1995 :
  - Hirving Lozano, footballeur mexicain. Vainqueur de la Ligue des champions de la CONCACAF 2017. (70 sélections en équipe nationale).
  - Mikita Vailupau, handballeur biélorusse. (32 sélections en équipe nationale).
- 1996 : 
  - Jonas Gregaard Wilsly, cycliste sur route danois.
- 1997 : 
  - Bianca Bazaliu, handballeuse roumaine. Victorieuse de la Ligue des champions 2016. (29 sélections en équipe nationale).
  - Marcos Kremer, joueur de rugby à XV argentin. (64 sélections en équipe nationale).
  - Egil Selvik, footballeur norvégien. (4 sélections en équipe nationale).
- 1998 : 
  - Juhani Pikkarainen, footballeur finlandais. (1 sélection en équipe nationale).
- 1999 :
  - Nassira Konde, joueuse de rugby à XV et  à sept française. Médaillée d'argent aux Jeux de Tokyo 2020. (15 sélections en équipe de France).
  - Tom Pidcock, cycliste sur route, de Cyclo-cross et VTT britannique. Champion olympique du cross-country aux Jeux de Tokyo 2020 et aux Jeux de Paris 2024. Champion du monde de cyclo-cross 2022. Champion du monde de VTT 2023. Vainqueur de l'Amstel Gold Race 2024.
- 2000 :
  - Angèle Hug, céiste française. médaillée d'argent en KX1 aux Jeux de Paris 2024.

### XXIesiècle
- 2001 : 
  - Daniel Ruiz Rivera, footballeur colombien. (3 sélections en équipe nationale).
  - Kevin Zenón, footballeur argentin.
- 2004 : 
  - Eduard Rădăslăvescu, footballeur roumain.

## Décès

### XIXesiècle
- 1811 : 
  - Jem Belcher, 30 ans, boxeur anglais. (° 15 avril 1781).

### XXesièclede1901à1950
- 1924 : 
  - John Wylie, 69 ans, footballeur anglais. (° 5 octobre 1854).
- 1930 : 
  - Hans Gamper, 52 ans, footballeur puis dirigeant de football suisse. Fondateur du FC Barcelone et du FC Zurich. (° 22 novembre 1877).
- 1941 : 
  - Mickey Welch, 82 ans, joueur de baseball américain. (° 4 juillet 1859).

### XXesièclede1951à2000
- 1964 : 
  - Alfred Verdyck, 82 ans, footballeur puis entraîneur belge. (1 sélection en équipe nationale). (° 7 mai 1882).
- 1968 : 
  - Hans Horvath, 65 ans, footballeur autrichien. (46 sélections en équipe nationale). (° 20 mai 1903).
- 1972 : 
  - Mór Kóczán, 87 ans, athlète de lancers hongrois puis tchécoslovaque. Médaillé de bronze du javelot aux Jeux de Stockholm 1912. (° 8 janvier 1885).
- 1988 : 
  - Robert Woytowich, 46 ans, hockeyeur sur glace canadien. (° 30 août 1941).

### XXIesiècle
- 2004 : 
  - György Vízvári, 75 ns, poloïste hongrois. (° 18 décembre 1928).
- 2013 : 
  - Antoni Ramallets, 89 ans, footballeur puis entraîneur espagnol. (35 sélections en équipe nationale). (° 4 juin 1924).
- 2022 :
  - Alfred Houget, 93 ans, dirigeant de football français. Président du Stade rennais de 1977 à 1978. (° 15 mars 1929)
- 2023 :
  - Jorge Domínguez, 89 ans, footballeur argentin. (3 sélections équipe nationale). (° 7 mars 1959).
- 2024 : 
  - Adolphe Alésina, 81 ans, joueur de rugby à XIII français. (9 sélections en équipe de France de rugby à XIII). (° 21 avril 1943).
  - Bruno Garzena, 91 ans, footballeur italien. (1 sélection en équipe nationale). (° 2 février 1933).